# Treatise on Invertebrate Paleontology

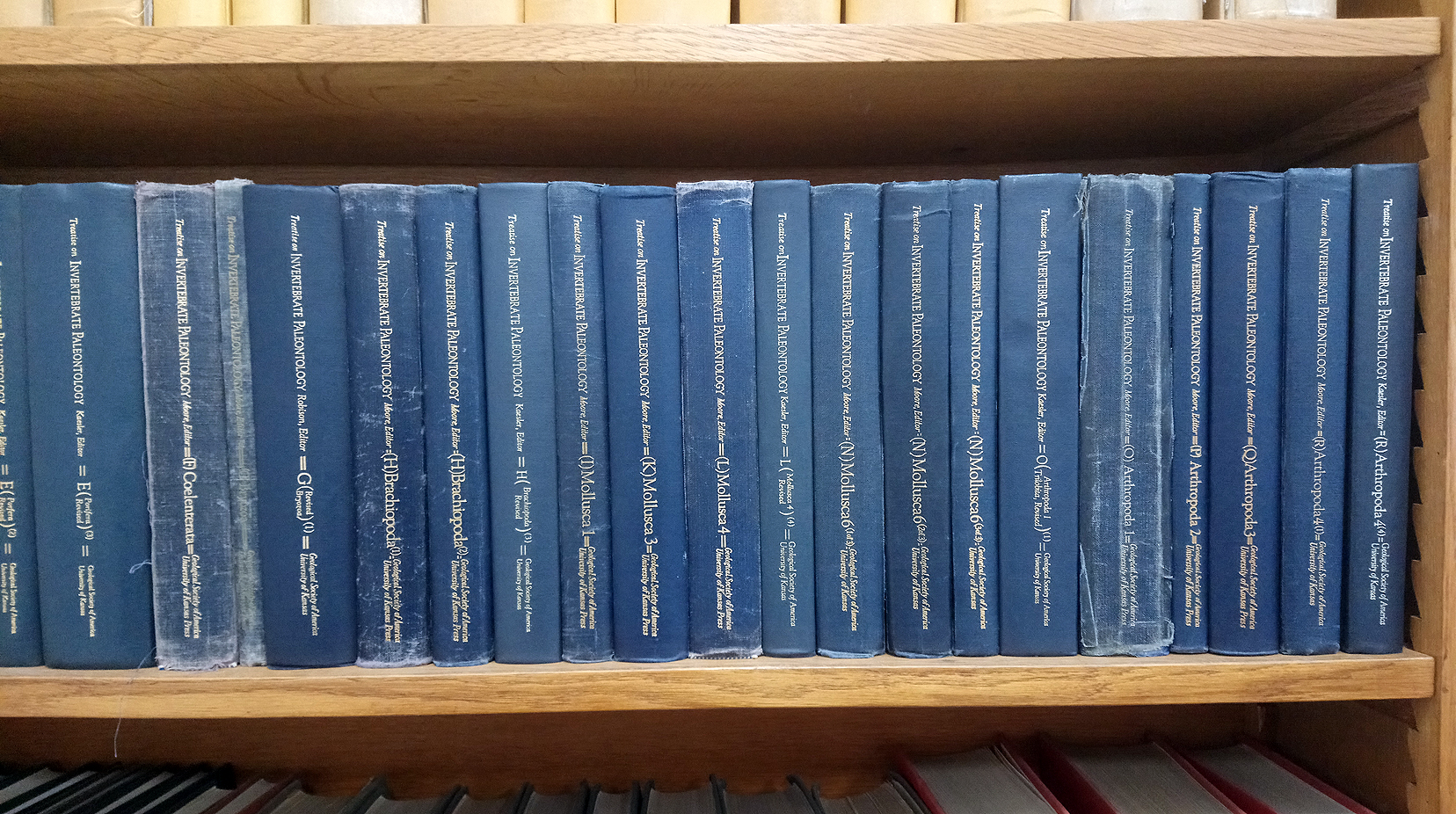
Treatise on Invertebrate Paleeontology (unvollständiger Satz), neben anderen Nachschlagewerken. Bibliothek des Instituts für Paläobiologie (Polnische Akademie der Wissenschaften) in Warschau (Lesesaal).

Der Treatise on Invertebrate Paleontology ist ein vom Paleontological Institute der University of Kansas in Lawrence (Kansas) herausgegebenes Sammelwerk über die systematische Paläontologie der Wirbellosen. Die ersten Bände erschienen 1953 und es wird seitdem kontinuierlich fortgesetzt. Erster Herausgeber war Raymond C. Moore.
Früher wurde es auch von der Geological Society of America mit herausgegeben, seit 2008 nur noch vom Paleontological Institute.
1944 beschloss ein Komitee der Paleontological Society unter Benjamin F. Howell ein Kompendium der Paläontologie der Wirbellosen zu initiieren, das die Nachfolge des ersten Bandes des Textbook of Paleontology von Karl Alfred von Zittel und Charles R. Eastman von 1913 antreten sollte. Sie traten damit an Raymond C. Moore heran. Moore konnte die SEPM (deren Mitgründer er war), die Paleontological Society und die Palaeontographical Society in London für das Projekt gewinnen. Die Einteilung sollte dem 1952 veröffentlichten Lehrbuch Invertebrate Fossils von Moore, C. G. Lalicker und A. G. Fischer folgen. Um Kosten niedrig zu halten, trat Moore an die Geological Society of America heran, die Druck und Illustrationen mit finanzieren sollten.
Der erste Band 1953 war über Bryozoen (Teil G). Ursprünglich war der Treatise von Moore nur auf drei Bände und ungefähr dreitausend Seiten geplant, später wurden daraus über 50 Bände. Während es anfangs noch möglich war, das einzelne Autoren ganze Einzelbände verfassten, waren es später Teams von Spezialisten. Im Lauf der Zeit wurde auch die Systematik völlig neu bearbeitet und es flossen kladistische und phylogenetische Ansätze ein und solche aus der Genomanalyse.
Herausgeber war zuerst Moore, der 1964 die Herausgeberschaft an Curt Teichert abgab, aber noch bis zu seinem Tod 1974 wesentlich an der Herausgabe beteiligt war. Die von Teichert herausgegebenen Einbände waren im Gegensatz zu den früheren nicht blau, sondern mehrfarbig. 1978 wurde Richard A. Robison der Nachfolger von Teichert, 1986 Roger L. Kaesler und ab 2007 Paul A. Selden. Der Übergang zur digitalen Ausgabe wurde unter Kaesler vollzogen.
Im Juli 2012 war der Treatise auf 51 Bände mit 20.150 Seiten angewachsen, verfasst von über 300 Wissenschaftlern. 2018 sind 53 Bände erschienen, die alle (auch die vergriffenen) auf CD oder DVD erhältlich sind.

## Inhalt
Viele der älteren Bände sind vergriffen. Die Bände sind aber als PDF erhältlich.
- Part A. Introduction: Fossilization (Taphonomy), Biogeography, & Biostratigraphy, xxiii + 569 pages, 169 figures, 1979. ISBN 0-8137-3001-5. William A. Berggren, Arno Hermann Müller (Fossilization), Arthur Boucot, Martin Glaessner, Helmut Hölder, Bernhard Kummel, M. R. House, Valdar Jaanusson, E. G. Kauffman, Allison R. Palmer, Adolf Papp, A. W. Norris, C. A. Ross, J. R. P. Ross, J. A. van Couvering. Vergriffen.
- Part B. Protoctista / Protista 1, Volume 1: Charophyta, Sub-volume 1, 2005. Roger L.Kaesler (Hrsg.), Monique Feist (Coordinating Editor), ISBN 0-8137-3002-3.
  - (Part B. Protoctista / Protista 1, Volume 2: Chrysomonadida, Coccolithophorida, Charophyta, Diatomacea & Pyrrhophyta --- in Vorbereitung)
- Part C. Protista / Protoctista 2, Volume 1, 2: Sarcodina, Chiefly "Thecamoebians" & Foraminiferida, xxxi + 900 p., 653 fig., 1964. In zwei Bänden. R. C. Moore (Hrsg.). Von Alfred R. Loeblich, Helen Tappan. ISBN 0-8137-3003-1.
- Part D. Protista / Protoctista 3: Protozoa: Chiefly Radiolaria & Tintinnina, xii + 195 p., 92 fig., 1954. ISBN 0-8137-3004-X. Von Arthur S. Campbell (Radiolaria) u. a. Vergriffen
- Part E. Archaeocyatha & Porifera, xviii + 122 p., 89 fig., 1955. Vergriffen.
  - Part E, Revised. Archaeocyatha, Volume 1, Hrsg. Curt Teichert, koordinierende Autorin Dorothy Hill, xxx + 158 p., 107 fig., 1972. ISBN 0-8137-3105-4.
  - Part E, Revised. Porifera, Volume 2: Classes Demospongea, Lyssacinosa & Hexactinellida, xxvii + 349 p., 135 fig., 10 tables. 2003. ISBN 0-8137-3130-5.
  - Part E, Revised. Porifera, Volume 3: Classes Demospongea, Hexactinellida, Heteractinida & Calcarea, Hrsg. R. L. Kaesler, koordinierender Autor J. Keith Rigby, weitere Autoren R. E. H. Reid, R. M. Finks, xxxi + 872 p., 506 fig., 1 table, 2004. ISBN 0-8137-3131-3.
    - Part E, Revised. Porifera, Volume 4 & 5, Hypercalcified Porifera (chiefly Stromatoporoids, Chaetetids, and Archaeocyathids), Hrsg. Barry D. Webby, von Francoise Debrenne, Willard D. Hartman, S. Kershaw, Pierre D. Kruse, Heldur Nestor, J. Keith Rigby, Baba Senowbari-Daryan, Colin W. Stearn, Carl W. Stock, J. Vacelet, Ronald R. West, Philippe Willenz, Rachel A. Wood, and A. Yu. Zhuravlev, 1223 p., 2015, ISBN 978-0-9903621-2-8
- Part F. Coelenterata / Cnidaria, xvii + 498 p., 358 fig., 1956. Vergriffen
  - Part F. Coelenterata / Cnidaria, Supplement 1, Vol. 1,2: Rugosa & Tabulata corals, Hrsg. C. Teichert, koordinierender Autor Dorothy Hill, xl + 762 p., 462 fig., 1981. ISBN 0-8137-3029-5.
    - (Part F, Revised. Cnidaria / Coelenterata, Vol. 3: Scleractinia--- in Vorbereitung)
- Part G. Bryozoa, xii + 253 p., 175 fig., 1953. Von Ray S. Bassler. Vergriffen.
  - Part G, Revised. Bryozoa, Volume 1: Introduction, Order Cystoporata & Order Cryptostomata, Hrsg. R. A. Robison, xxvi + 625 p., 295 fig., 1983. ISBN 0-8137-3107-0.
    - (Part G, Revised. Bryozoa, Vol. 2 Fenestrata and Trepostomata, Vol. 3 Cheilostomata in Vorbereitung)
- Part H. Brachiopoda, xxxii + 927 p., 746 fig., 1965. Vergriffen. Einer der Autoren war Alwyn Williams, der auch die Neuauflage koordinierte:[3] Herausgeber R. L. Kaesler
  - Part H, Revised. Brachiopoda, Volume 1: Introduction, xx + 539 p., 417 fig., 40 tables, 1997. ISBN 0-8137-3108-9.
  - Part H, Revised. Brachiopoda, Volumes 2 and 3: Sub-phyla Linguliformea, Craniiformea, & Rhynchonelliformea (1st part: Classes Chileta, Obolellata, Kutorginata, Strophomenta & Rhynochonellata), Alwyn Williams (koordinierender Autor), Hrsg. R. L. Kaesler, xxx + 919 p., 616 fig., 17 tables, 2000. ISBN 0-8137-3108-9
  - Part H, Revised. Brachiopoda, Volume 4: Sub-phylum Rhynchonelliformea (2nd part: Orders Pentamerida, Rhynchonellida, Atrypida & Athrydida), Alwyn Williams (koordinierender Autor), Hrsg. R. L. Kaesler, xxxix + 768 pp., 484 fig., 3 tables, 2002 / 2005. ISBN 0-8137-3108-9
  - Part H, Revised. Brachiopoda, Volume 5: Sub-phylum Rhynchonelliformea (3rd part: Orders Spiriferida, Spiriferinida, Thecideida, Terebratulida & Uncertain), Alwyn Williams (koordinierender Autor), Hrsg. R. L. Kaesler. 2006. ISBN 0-8137-3135-6.
  - Part H. Revised. Brachiopoda, Volume 6: Supplement. Alwyn Williams (koordinierender Autor), Hrsg. Paul A. Selden. 956pp, 461 fig., 2007. ISBN 0-8137-3136-4
- Part I. Mollusca 1: Mollusca General Features, Scaphopoda, Amphineura, Monoplacophora, Gastropoda General Features, Archaeogastropoda, Mainly Paleozoic Caenogastropoda and Opisthobranchia, xxiii + 351 p., 216 fig., 1960. Von James Brookes Knight, L. R. Cox, A. Myra Keen, A. G. Smith, R. L. Batten, Ellis Yochelson, N. H. Ludbrook, Robert Robertson, C. M. Yonge, R. C. Moore
- (Part J, Mollusca 2: Paleozoic Gastropoda --- in Vorbereitung)
- Part K. Mollusca 3: Cephalopoda General Features, Endoceratoidea, Actinoceratoidea, Nautiloidea, & Bactritoidea, xxviii + 519 p., 361 fig., 1964. ISBN 0-8137-3011-2.
  - (Part K, Revised. Mollusca 3: Nautiloidea --- Bände in Vorbereitung)
- Part L. Mollusca 4: Ammonoidea, xxii + 490 p., 558 fig., 1957. Vergriffen. Von W. J. Arkell, Bernhard Kummel, Claud W. Wright
  - Part L, Revised. Mollusca 4, Vol. 4: Cretaceous Ammonoidea, xx + 362 p., 216 fig., 1995 / 1996. Von C. W. Wright, John H. Callomon, Michael K. Howarth. Hrsg. R. L. Kaesler. ISBN 0-8137-3112-7.
  - Part L, Revised. Mollusca 4, Vol. 2: Carboniferous and Permian Ammonoidea, 2009, Hrsg. Paul A. Selden
    - Part L, Revised. Mollusca 4: in Vorbereitung sind Vol. 1 (Ammonoidea, Introduction), 3 (Triassic and Jurassic Ammonoidea)
- Part M. Mollusca 5: Coleoidea --- in Vorbereitung
- Part N. Mollusca 6: Bivalvia, Vol. 1 and 2 (of 3), xxxvii + 952 p., 613 fig., 1969. ISBN 0-8137-3014-7. Von Norman D. Newell, L. R. Cox, D. W. Boyd, C. C. Branson, R. Casey, A. Chavan, A. H. Coogan, C. Dechaseaux, C. A. Fleming, F. Haas, L. G. Hertlein, E. G. Kauffman, A. Myra Keen, A. LaRocque, A. L. McAlester, R. C. Moore, C. P. Nuttall, B. F. Perkins, H. S. Puri, L. A. Smith, T. Soot-Ryen, H. B. Stenzel, E. R. Trueman, R. D. Turner, J. Wei. Vergriffen.
  - Part N. Mollusca 6: Bivalvia, Vol. 3: Oysters, von H. B. Stenzel, Hrsg. R. C. Moore, Curt Teichert, iv + 272 p., 153 fig., 1971. ISBN 0-8137-3026-0.
- Part O. Arthropoda 1: Arthropoda General Features, Protarthropoda, Euarthropoda General Features, Trilobitomorpha, xix + 560 p., 415 fig., 1959. Von Raymond C. Moore herausgegeben. Vergriffen.
  - Part O, Revised. Arthropoda 1: Trilobita: Introduction, Order Agnostida & Order Redlichiida, xxiv + 530 p., 309 fig., 1997. Von Harry Blackmore Whittington (koordinierender Autor), von R. L. Kaesler herausgegeben. ISBN 0-8137-3115-1.
    - (Part O, Revised. Arthropoda 1: Trilobita ---Bände 2,3 in Vorbereitung)
- Part P. Arthropoda 2: Chelicerata, with sections on Pycnogonida & Palaeoisopus, xvii + 181 p., 123 fig., 1955 / 1956. ISBN 0-8137-3016-3. Von Alexander Petrunkevitch. Hrsg. R. C. Moore
- Part Q. Arthropoda 3: Crustacea & Ostracoda, Hrsg. R. C. Moore, xxiii + 442 p., 334 fig., 1961. ISBN 0-8137-3017-1.
  - (Part Q, Revised. Arthropoda 3 -- Ostracoda, in Vorbereitung)
- Part R. Arthropoda 4, Volumes 1 and 2: Crustacea (exclusive of Ostracoda), Myriapoda, & Hexapoda, xxxvi + 651 p., 397 fig., 1969. Vergriffen
- Part R. Arthropoda 4, Volumes 3 and 4 (in einem Band): Hexapoda, xxii + 655 p., 265 fig., 1992. Von Frank M. Carpenter, Herausgeber R. L. Kaesler
  - (Part R, Revised. Arthropoda 4 --- in Vorbereitung)
- Part S. Echinodermata 1: Echinodermata General Features, Homalozoa, Crinozoa (exclusive of Crinoidea), Volumes 1 and 2, xxx + 650 p., 400 fig., 1967 / 1968. Vergriffen.
- Part T. Echinodermata 2: Crinoidea, Volumes 1 to 3, xxxviii + 1,027 p., 619 fig., 1978. Vergriffen.
- Part T. Echinodermata 2: Crinoidea & Fascicle, References & Index to Volumes 1 to 3, i + 90 p., 1978.
  - (Part T, Revised. Echinodermata 2: Crinoidea --- Band 3 erschienen 2011, Band 1,2 in Vorbereitung)
- Part U. Echinodermata 3: Asterozoans & Echinozoans, Hrsg. R. C. Moore, xxx + 695 p., 534 fig., 1966. ISBN 0-8137-3022-8.
- Part V. Graptolithina, xvii + 101 p., 72 fig., 1955. Vergriffen.
  - Part V, Revised. Graptolithina: with sections on Enteropneusta & Pterobranchia, Hrsg. R. C. Moore, Curt Teichert, coordinating author O. M. B. Bulman, xxxii + 163 p., 109 fig., 1970 / 1971. ISBN 0-8137-3123-2.
  - Neuauflage in Vorbereitung
- Part W. Miscellanea: Conodonts, Conoidal shells of uncertain affinities, Worms, Trace Fossils, & Problemata, xxv + 259 p., 153 fig., 1962. R. C. Moore (Hrsg.), ISBN 0-8137-3024-4. Walter Häntzschel (Trace fossils and problemata) u. a.
  - Part W, Revised. Miscellanea, Supplement 1: Trace Fossils and problematica, xxi + 269 p., 110 fig., 1975. Vergriffen
    - (Part W, Revised. Trace Fossils --- in Vorbereitung)

  - Part W, Revised. Miscellanea, Supplement 2: Conodonta, Hrsg. R. A. Robison, xxviii + 202 p., frontis., 122 fig., 1981. ISBN 0-8137-3028-7.